# 헬리키나상과
헬리키나상과(Helicinoidea)는 복족류에 속하는 분류군의 하나이다. 덮개판을 지니고 있는 육상 달팽이다. 달리 말하면, 덮개판이 있는 육상 복족류 연체동물이다. 해양 및 담수 갈고둥과 꽤 밀접한 관계가 있다.

## 하위 분류
2005년 부쉐 & 로크루아의 복족류 분류에 의하면, 갈고둥상과에 포함되는 과는 아래와 같다.
- 헬리키나과 (Helicinidae)
- † Dawsonellidae
- † Deaniridae
- 네리틸리아과 (Neritiliidae)
- 프로세르피넬라과 (Proserpinellidae)
- 프로세르피나과 (Proserpinidae)